# Samuel Štefánik
Samuel Štefánik (ur. 16 listopada 1991 w Bánovcach nad Bebravou) – słowacki piłkarz występujący na pozycji pomocnika w klubie Spartak Trnawa.

## Kariera klubowa
Swoją karierę piłkarską Štefánik rozpoczął w FK AS Trenčín. W 2010 roku awansował do kadry pierwszego zespołu. Zadebiutował w nim wówczas w drugiej lidze słowackiej. W debiutanckim sezonie stał się podstawowym zawodnikiem klubu z Trenczyna. W sezonie 2010/2011 awansował z nim do pierwszej ligi. W sezonie 2012/2013 zajął z nim 3. miejsce w lidze.
W sierpniu 2013 roku Štefánik przeszedł do NEC Nijmegen, z którym podpisał czteroletni kontrakt. 15 września 2013 w debiucie dla NEC w domowym meczu z Feyenoordem (3:3) strzelił dwa gole.
Latem 2014 przeszedł do Slovana Bratysława.

## Kariera reprezentacyjna
Štefánik grał w młodzieżowych reprezentacjach Słowacji. W dorosłej reprezentacji zadebiutował 14 sierpnia 2013 roku w zremisowanym 1:1 towarzyskim meczu z Rumunią, rozegranym w Bukareszcie. W 65. minucie meczu zmienił Marka Hamšíka.